# Violinsonate Nr. 7 (Beethoven)
Die Violinsonate Nr. 7 in c-Moll, op. 30 Nr. 2 ist eine Sonate für Violine und Klavier von Ludwig van Beethoven.

## Entstehung
Der Erstdruck betitelt die drei Sonaten op. 30 mit Trois Sonates pour le Pianoforte avec l’Accompagnement d’un Violon. Sie entstanden im Jahr 1802 und sind dem Zaren Alexander I. von Russland gewidmet.

## Zur Musik

### 1. Satz: Allegro con brio
Das flüchtige Thema des Kopfsatzes wird auf der Subdominante wiederholt und endet nach einer absteigenden, chromatischen Tonskala in der Dominante. Die ersten acht Takte des Satzes bilden eine I-IV-V-I-Kadenz. Das zweite Thema des Satzes, ein Marsch, wird im Klavier wiederholt und endet in einer Schlussgruppe mit Akkordschlägen als Schlusspunkt. Die Exposition wird nicht wiederholt.
Nach Verarbeitung der Themen sowie ihrer Kombination mit der Schlussgruppe während der Durchführung folgt die Reprise, in der die acht Takte des Hauptthemas nicht, wie noch in der Exposition, sofort erklingen, sondern erst nach dem Einschub weiterer sechs Takte.
Die Coda gleicht mit dem Vortrag des Hauptthemas im Klavierbass sowie einer Kantilene im Violinpart der Durchführung und erscheint somit als erneute Durchführung.
Durch den Übergang von Des-Dur nach As-Dur sowohl in der Durchführung als auch in der Reprise sowie Verarbeitung des zweiten Themas als kontrapunktische Engführung in Des-Dur – ebenfalls in der Reprise –  bildet die Tonart Es-dur ein konstantes Element des Satzes.

### 2. Satz: Adagio cantabile
Das Adagio, das durch die Tonart As-Dur elegischen Charakter bekommt, ist in dreiteiliger Liedform mit Coda aufgebaut. Während der mittlere Teil mit seinen Haltetönen in der Violine und arpeggierten Klavierakkorden einen Gegensatz zur Kantilene des ersten Satzes bildet, greift die punktierte Figur in der Wiederholung des ersten Teils das marschartige zweite Thema des ersten Satzes auf.

### 3. Satz: Scherzo. Allegro
Das heiter gehaltene C-Dur-Scherzo der Sonate enthält einen Trio-Mittelteil, ebenfalls in C-Dur.
Beethoven distanzierte sich später von diesem Satz. So sollte in einer geplanten, aber nicht ausgeführten Werkgesamtausgabe die Violinsonate Nr. 7 ohne das Scherzo veröffentlicht werden.

### 4. Satz: Finale. Allegro – Presto
Zu Beginn des vierten Satzes erklingen den Basstriller sowie die Akkorde des ersten Satzes erneut.
Von der Anlage her kombiniert der Satz die Form des Rondo, was sich durch unveränderte Wiederholungen des Themas äußert, und die Sonatensatzform, was u. a. in durchführungsartigen Abschnitten ab Takt 134 oder in einem Es-Dur-Abschnitt ab Takt 39, der wie ein Seitenthema erscheint, zum Ausdruck kommt.

## Wirkung
Die Violinsonaten op. 30 erschienen im Jahr 1803. Beethovens Widmung der Sonaten an den russischen Zaren Alexander I. wurden durch diesen mit einer Zahlung von 100 Dukaten an den Komponisten während des Wiener Kongresses entlohnt.